# Anton Adolf Christoph Sprecher von Bernegg
Anton Adolf Christoph Sprecher von Bernegg (* 2. Oktober 1849 in Chur; † 9. Mai 1915 in Baden/Aargau) war ein deutscher Reichsgerichtsrat.

## Leben
Er entstammte dem altadeligen Rittergeschlecht Sprecher von Bernegg aus Graubünden. Er war ein Sohn des Obersten Johann Andreas Sprecher von Bernegg (1811–1862) und der Barbara, Tochter des Bürgermeisters Christoph von Albertini und seiner Frau Ursula Elisabeth Gugelberg von Moos. Sein jüngerer Bruder Arthur Heinrich (1852–1912) stieg im österreichischen Heeresdienst bis zum General der Infanterie auf.
Nachdem er früh Waise geworden war, wuchs er zusammen mit seinem Cousin Theophil Sprecher von Bernegg in Maienfeld auf. 1859 kam er nach Lausanne. 1865 kam er auf das Pädagogium Basel, wo er die Matura 1868 mit summa cum laude ablegte. Er studierte zunächst Theologie. Er begann dann in Basel Rechtswissenschaften zu studieren, studierte dann im Sommersemester 1869 in Göttingen und abschließend in Leipzig, wo er 1872/73 promoviert wurde. Erst nachdem er preußischer Untertan wurde, konnte er im Appellationsgerichtsbezirk Kassel im März 1873 das erste Examen ablegen („recht gut“). Sein Motiv um die Zulassung zur staatlichen Prüfung in Preußen nach zu suchen: „Schon während des Studium war ich zur Überzeugung gekommen, dass eine Rückkehr in die Schweiz nicht rathsam sei. Die Gründe liegen in der sehr mangelhaften Entwickelung des dortigen Justizdienstes. Das Rechtsstudium führt hauptsächlich nur zu Erlernung der Advocatur, welche wiederum zum großen Theile nur als Anknüpfungspunkt einer politischen Carrière behandelt wird. Ganz vorzüglich gilt dies von meiner engern Heimath, dem Kanton Graubünden. Hier ist sogar der Oberste Gerichtshof ,Kantons- u. Ober-Gericht' nicht nothwendig mit Juristen besetzt. Auch liegt die Jurisprudenz dort nach der anderen Seite im Argen, dass die Advocatur in der Weise freigegeben ist, dass es dafür überhaupt keiner Prüfung bedarf.“ Das zweite Examen legte er mit der Note „gut“ ab. Ab Anfang 1879 arbeitete er zunächst beim Kreisgericht in Kassel und wechselte im Oktober zur Staatsanwaltschaft Kassel über und verblieb dort bis zum Mai des darauffolgenden Jahres. Dann wurde er Amtsrichter in Lichtenau. 1885 versetzte man ihn als Landrichter nach Hechingen. 1889 wurde er Hilfsrichter am Oberlandesgericht Frankfurt am Main. 1893 wurde er zum Landgerichtsrat und im Oktober 1893 zum Oberlandesgerichtsrat befördert. 1894/95 war er zum preußischen Justizministerium abgeordnet. 1900 kam er an das Reichsgericht. Er war als Richter im I. Zivilsenat tätig. Er trat 1911 in den Ruhestand.